# Argiolestes tristis
Argiolestes tristis är en trollsländeart som beskrevs av Maurits Anne Lieftinck 1935. Argiolestes tristis ingår i släktet Argiolestes och familjen Megapodagrionidae. IUCN kategoriserar arten globalt som otillräckligt studerad. Inga underarter finns listade i Catalogue of Life.